# Озерщина (Гомельская область)
Озе́рщина (бел. Азершчына) — деревня, центр Озерщинского сельсовета Речицкого района Гомельской области Белоруссии.

## География
В 4 км на северо-запад от Речицы и железнодорожной станции Речица (на линии Гомель — Калинковичи), в 54 км от Гомеля.
На окраине деревни устье реки Ведрич (приток Днепра). Озёра Большое и Святое бывшие русла реки Днепр.

## История
В 300 м на запад от деревни археологами обнаружено поселение каменного века, что свидетельствует о заселении этих мест с давних времён.
Согласно письменным источникам деревня известна с начала XVIII века в составе Речицкого повета Минского воеводства Великого княжества Литовского и являлась собственностью казны. Озерщина после 2-го раздела Речи Посполитой в (1793 году) в составе Российской империи. В 1897 году в деревне находились: церковно-приходская школа, хлебозапасный магазин, корчма. 20 жителей занимались изготовлением корзин, кошёлок и сетей для рыбной ловли.
С февраля 1918 года до 6 декабря 1918 года деревня оккупирована немецкими войсками.
С 8 декабря 1926 года центр Озерщинского сельсовета Речицкого района Речицкого округа, с 9 июня 1927 года Гомельского округа, с 20 февраля 1938 года Гомельской области.
В 1929 году около деревни началось строительство судоверфи к которой отошла и территория местной пристани. В 1930 году деревне существовали школа и производство кирпича. В 1931 году организован колхоз. В 1938 году создана машинно-тракторная станция
Во время Великой Отечественной войны в боях за деревню погибли 16 воинов (похоронены в 2-х братских могилах на кладбищах). На фронтах и партизанской борьбе погибли 234 жителя деревни. Озерщина была освобождена 17 ноября 1943 года.
В 1962 году к деревне присоединены посёлки Городок и Погорелец. Центр подсобного хозяйства училища механизации СПТУ-178. Размещена судоверфь, строительно-монтажное управление мелиорации, учебное хозяйство Речицкого зоо-веттехникума, 2 средние, музыкальная и конно-спортивная школы, 3 клуба, библиотека, центр культуры, амбулатория, детский сад-ясли, аптека, 5 магазинов, 3 столовые, 2 отделения связи.

## Население
- 1795 год — 31 двор.
- 1850 год — 50 дворов, 437 жителей.
- 1885 год — 80 дворов, 626 жителей.
- 1897 год — 173 двора, 1139 жителей (согласно переписи).
- 1908 год — 242 двор, 1335 жителей.
- 1930 год — 313 дворов, 1512 жителей.
- 1959 год — 1671 житель (согласно переписи).
- 2004 год — 1691 двор, 4707 жителей.

## Транспортная система
Транспортная связь по асфальтированной дороге местного значения.
Налажено автобусное сообщение городским транспортом г. Речицы и маршрутным такси.
В деревне 1691 жилой дом (2004 год). Планировка состоит из длинной криволинейной, близкой к меридиональной, улицы, ориентированной вдоль поймы реки Днепр и озёр. На севере — небольшой обособленный участок застройки. Жилые дома преимущественно деревянные усадебного типа.

### Улицы
- 50 лет Октября
- 60 лет Октября
- Водников
- Выгонная
- Гагарина
- Гастелло
- Горновское Шоссе
- Заслонова
- Лапшака
- Лесная
- Лопатиной
- Луговая
- Мелиоративная
- Мичурина
- Молодёжная
- Набережная
- Новая
- Октябрьская
- пер. Мелиоративный
- Победы
- Полевая
- Рабочая
- Садовая
- Серака
- Совхозная
- Судостроительная
- А. Сумак
- Фрунзе
- Чапаева
- Школьная
- Юбилейная
- Б. Дубро

## Культура
- Дом культуры

## События и мероприятия
- Фестиваль-интерактива средневековой культуры (23-25 мая 2025).

## Достопримечательности

### Курган Славы
В память о жителях деревни погибших во время Великой Отечественной войны около школы возведён в 1965 году Курган Славы.

### Конно-спортивная база
Идея создать конно-спортивную школу в д. Озерщина появилась в начале 1990-х годов. 
Конное хозяйство содержит примерно 50 голов лошадей в основном пород: будённовской, тракененской и чистокровной верховой пород.

## Известные уроженцы
- Лопато, Георгий Павлович — член-корреспондент НАН Белоруссии, доктор технических наук, профессор, лауреат Государственной премии СССР.
- Т. К. Лопатина — заслуженный деятель искусств Белорусской ССР. Созданный ею в 1936 году Озерщинский народный хор был очень популярен не только в Белоруссии, но и за её границами.
- Р. Я. Лазаревич — заслуженный работник культуры Белоруссии.